# Дуб черешчатий (Антонінське л-во, кв. 46)
Дуб чере́шчатий — ботанічна пам'ятка природи місцевого значення в Україні. Об'єкт природно-заповідного фонду Хмельницької області. 
Розташована в межах Старокостянтинівського району Хмельницької області, між селами Вербівочка і Червона Семенівка. 
Площа 12 га. Статус присвоєно згідно з рішенням облвиконкому від 15.10.1986 року № 225. Перебуває у віданні ДП «Старокостянтинівський лісгосп» (Антонінське л-во, кв. 46, вид. 22). 
Статус присвоєно для збереження частини лісового масиву з цінними насадженнями дуба. 